# بريفاس
بريفاس هي بلدية فرنسية وعاصمة إقليم الأرديش.